# Schotse regering
De Schotse regering (Engels: Scottish Government, Schots-Gaelisch: Riaghaltas na h-Alba, Schots: Scots Govrenment) is de regering van Schotland. De regering, toen nog met de naam Scottish Executive, werd de Schotse uitvoerende macht sinds 1 juli 1999 na het referendum van 1997 over de Schotse devolutie. De verantwoordelijkheid voor de besluitvorming en het binnenlands beleid in het land omvat onder meer de economie, het onderwijs, de gezondheidszorg, justitie en het rechtssysteem, plattelandszaken, huisvesting, het kroondomein, het milieu, de brandweer, gelijke kansen, het transportnetwerk en belastingen.
De Schotse regering bestaat uit de Schotse ministers, wat wordt gebruikt om hun collectieve juridische functies te beschrijven. De Schotse regering is verantwoording verschuldigd aan het Schots Parlement, dat ook is opgericht bij de Scotland Act 1998, waarbij de eerste minister door de monarch wordt benoemd op voorstel van het parlement. De verantwoordelijkheden van het Schots Parlement vallen onder aangelegenheden die niet wettelijk zijn voorbehouden aan het parlement van het Verenigd Koninkrijk.
Ministers worden benoemd door de eerste minister met goedkeuring van het Schots Parlement en de vorst uit de leden van het parlement. De Scotland Act 1998 voorziet in de mogelijkheid voor ministers en onderministers, door de huidige regering aangeduid als kabinetssecretarissen en ministers, naast twee wetsambtenaren: de Lord Advocate en de solicitor general voor Schotland. Gezamenlijk worden de Schotse ministers en het ambtenarenpersoneel dat de Schotse regering ondersteunt, formeel de Schotse regering genoemd.
De Schotse regering zetelt in het St Andrew's House in Regent Road op de zuidelijke flank van Calton Hill in het centrum van Edinburgh. St Andrew's House, gebouwd tussen 1935 en 1939 was van bij aanvang de residentie van de Scottish Office, een in 1885 gecreëerd departement van de regering van het Verenigd Koninkrijk dat in 1999 door de Scottish Executive werd vervangen. De Scottish Office stond onder de supervisie van de Secretary of State for Scotland, een functie die tot heden nog steeds bestaat in de Britse regering. Na het referendum van 1997 over de devolutie werden wel veel van de functies van de Secretary of State for Scotland overgedragen aan de Schotse ministers, die verantwoording verschuldigd waren aan een gedecentraliseerd Schots parlement.

## Geschiedenis
De eerste Schotse regering werd gevormd door premier Donald Dewar als een coalitie tussen de Scottish Labour Party en de Scottish Liberal Democrats. In deze periode werden de ministeriële aangestelden verdeeld in ministers en onderministers. De coalitie tussen Labour en de Liberaal-Democraten werd na het overlijden van Dewar in 2000 voortgezet onder de opeenvolgende premiers Henry McLeish (2000-2001) en Jack McConnell (2001-2007). Na de Schotse parlementsverkiezingen van 2007 stond Alex Salmond (2007-2014) aan het hoofd van de regering van Scottish National Party signatuur tot zijn ontslag in 2014 en de benoeming van zijn voormalige vice-premier Nicola Sturgeon (2014-2023), op haar beurt opgevolgd door Humza Yousaf (2023-2024). Sinds 2024 is John Swinney van de Scottish National Party de leider van de Schotse regering.
Sinds 2007 gebruikt de Schotse regering de naam Scottish Government. De naamswijziging werd later in de wetgeving van het Verenigd Koninkrijk erkend door de Scotland Act 2012. In 2001 had voormalig premier Henry McLeish al een dergelijke verandering voorgesteld, maar ondervond enige tegenstand.
Op hetzelfde moment dat de Schotse regering haar nieuwe naam begon te gebruiken, werd een nieuw embleem aangenomen. Het verving het gebruik van een versie van het koninklijke wapen door de vlag van Schotland.